# Pierre Bertholon de Saint-Lazare
Pierre-Nicolas Bertholon de Saint-Lazare (Lyon, 21 de outubro de 1741 — Lyon, 21 de abril de 1800), por vezes referido como l'abbé Bertholon, foi um clérigo e físico francês, membro da Société royale des sciences de Montpellier, que se distinguiu no campo do estudo experimental da electricidade.

## Biografia
Foi professor de Física em Montpellier. Para além de uma importante memória sobre os vinhos, com informação sobre as características de diversos vinhos, incluindo o seu peso específico e teor em álcool, é autor de uma vasta obra sobre os fenómenos eléctricos.
Publicou diversas obras sobre a electricidade, os para-raios (era correspondente de Benjamin Franklin) e sobre os tremores de terra, que atribuía a fenómenos eléctricos. Inventou um aparelho para prevenir os  sismos.
Interessou-se pela electrocultura, para a qual concebeu um dispositivo a que deu o nome de électrovégétomètre e um sistema de chuva eléctrica.

## Publicações
Entre outras, é autor das seguintes publicações:
- Mémoire sur un nouveau moyen de se préserver de la foudre, 1777
- De l'Électricité du corps humain dans l'état de santé et de maladie, ouvrage dans lequel on traite de l'électricité de l'atmosphère, de son influence & de ses effets sur l'économie animale. &c. &c, 1780
- Mémoire qui a remporté le prix de la Société royale des sciences de Montpellier en 1780 sur cette question : Déterminer par un moyen fixe, simple et à la portée de tout cultivateur, le moment auquel le vin en fermentation dans la cuve aura acquis toute la force et toute la qualité dont il est susceptible, 1781
- Nouvelles Preuves de l'efficacité des para-tonnerres, 1783
- De l'Électricité des végétaux, 1783
- Des Avantages que la physique et les arts qui en dépendent peuvent retirer des globes aérostatiques, 1784
- De l'Électricité du corps humain dans l'état de santé et de maladie, 2 volumes, 1786
- De la Salubrité de l'air des villes et en particulier des moyens de la procurer, ouvrage couronné par l'Académie de Lyon, 1786
- De l'électricité des météores ouvrage dans lequel on traite de l'électricité naturelle en général, et des météores en particulier ; contenant l'exposition et l'explication des principaux phénomènes qui ont rapport à la météorologie électrique, d'après l'observation et l'expérience, 2 volumes, 1787, chez Bernuset, 391 pages

- De la Taille de la vigne, mémoire qui a remporté le prix de l'Académie de Montauban, 1788 (Ce mémoire contient une table des gravités spécifiques de différents vins : vins blancs de France ordinaires, de Moscou, de Frontignac, de Bourgogne, d'Orléans, de Campiene, vins rouges de Saint-Laurent, de Pontacq, d'Espagne, de Rota, de Malaga, de Xérès, de Canarie, de Malvoisie, du Rhin, du cap de Bonne-Espérance.)
- Journal des sciences utiles, par une société de gens de lettres, rédigé et mis en ordre par M. l'abbé Bertholon, 12 livraisons en 4 volumes, 1791